# Sankt Bernhard-Frauenhofen
St. Bernhard je obec v Rakousku ve spolkové zemi Dolní Rakousy v okrese Horn. Žije v ní 1 251 obyvatel (podle sčítání z roku 2016).

## Poloha
St. Bernhard-Frauenhofen se nachází v severní části spolkové země Dolní Rakousy v regionu Waldviertel. Leží v bezprostřední blízkosti okresního města Horn. Územím obce prochází silnice B2, která se u Schöngrabenu odpojuje od silnice B303 a pokračuje přes Horn a Schrems až na hranice s Českou republikou. Celková rozloha činí 29,45 km2, z nichž 21% je zalesněných.

### Členění
Území obce St. Bernhard-Frauenhofen se skládá ze sedmi částí:
- Frauenhofen
- Groß Burgstall
- Grünberg
- Kaidling
- Poigen
- St. Bernhard
- Strögen

## Historie
Zdejší Klášter svatého Bernarda byl založen v roce 1277, nicméně byl však v roce 1580 rozpuštěn. Roku 1586 přešel pod správu jezuitů ve Vídni. Jejich kolej byla ale v roce 1773 také zrušena a zdejší bývalý klášter začal chátrat. Roku 1852 připadl klosterneuburskému klášteru.
Zdejší kostel byl renovován v roce 1947.

## Osobnosti
- Karl Hrdlicka (1908–1989), rakouský politik, byl místostarosta a radní ve Frauenhofenu
- Johann Steinböck (1894–1962), hejtman spolkové země Dolní Rakousy, narozený ve Frauenhofenu
- Josef Steinböck (1927–2001), politik, narozený ve Frauenhofenu

## Fotogalerie

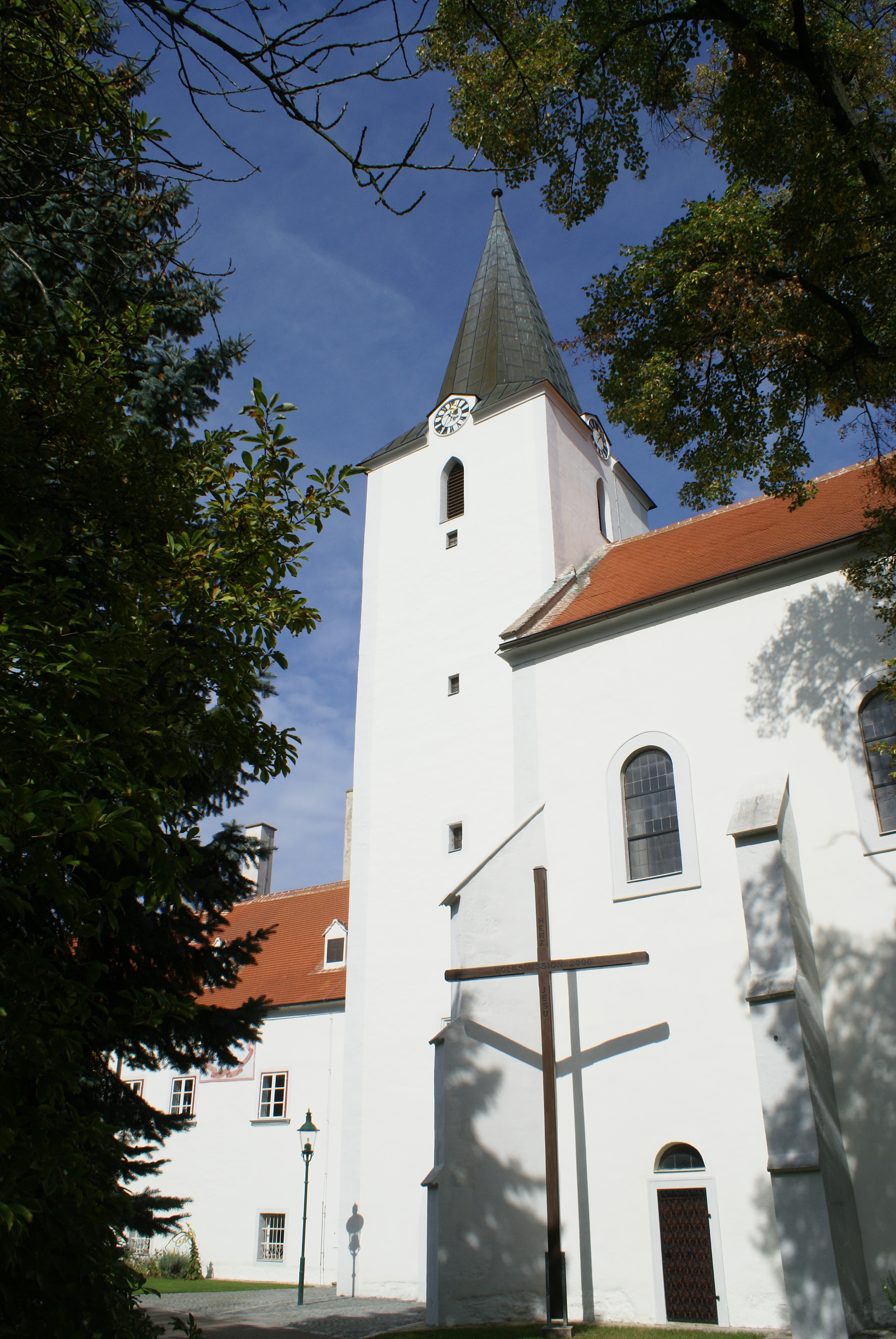
Farní kostel Nanebevzetí Panny Marie v Sankt Bernhardu
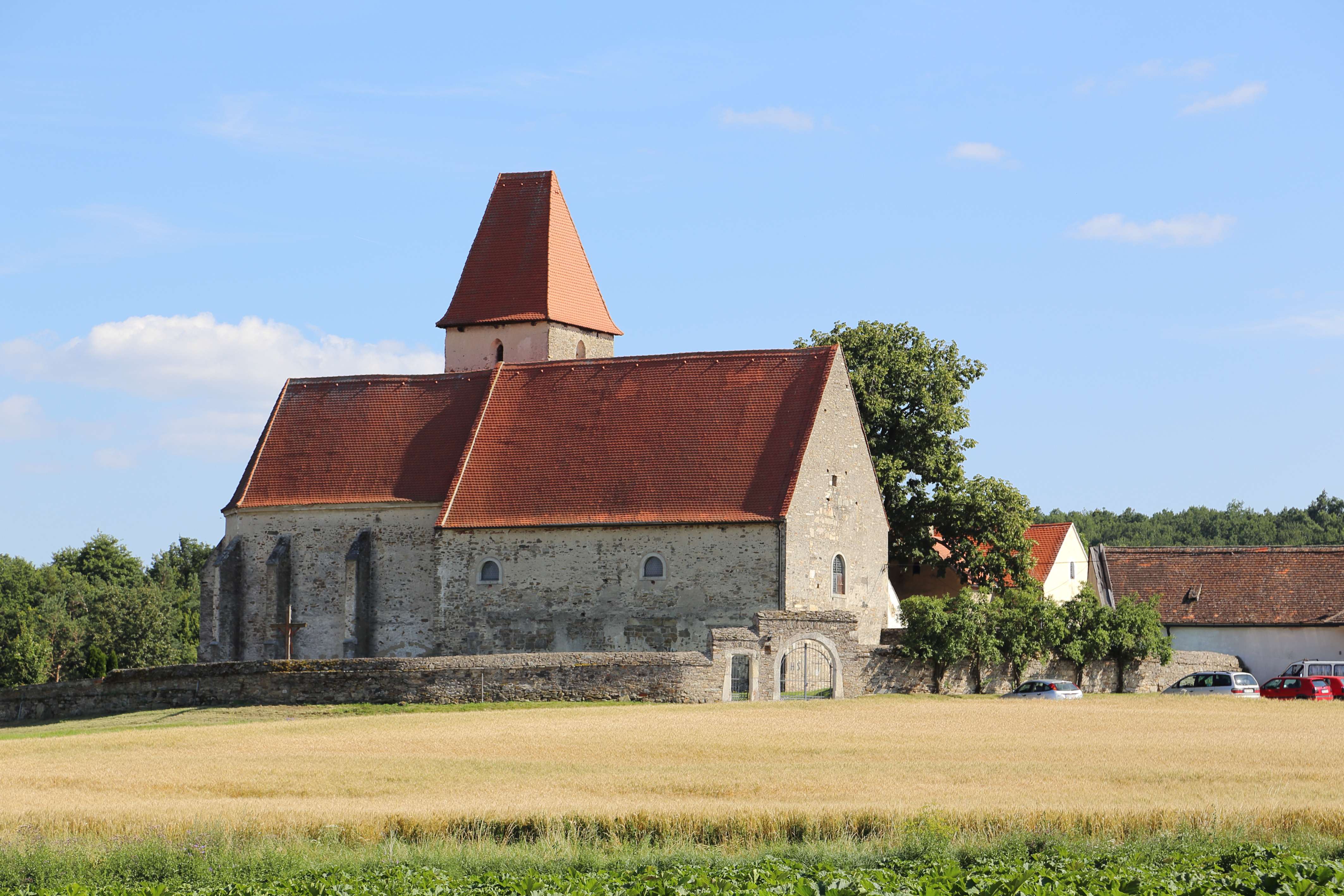
Kostel v Strögenu
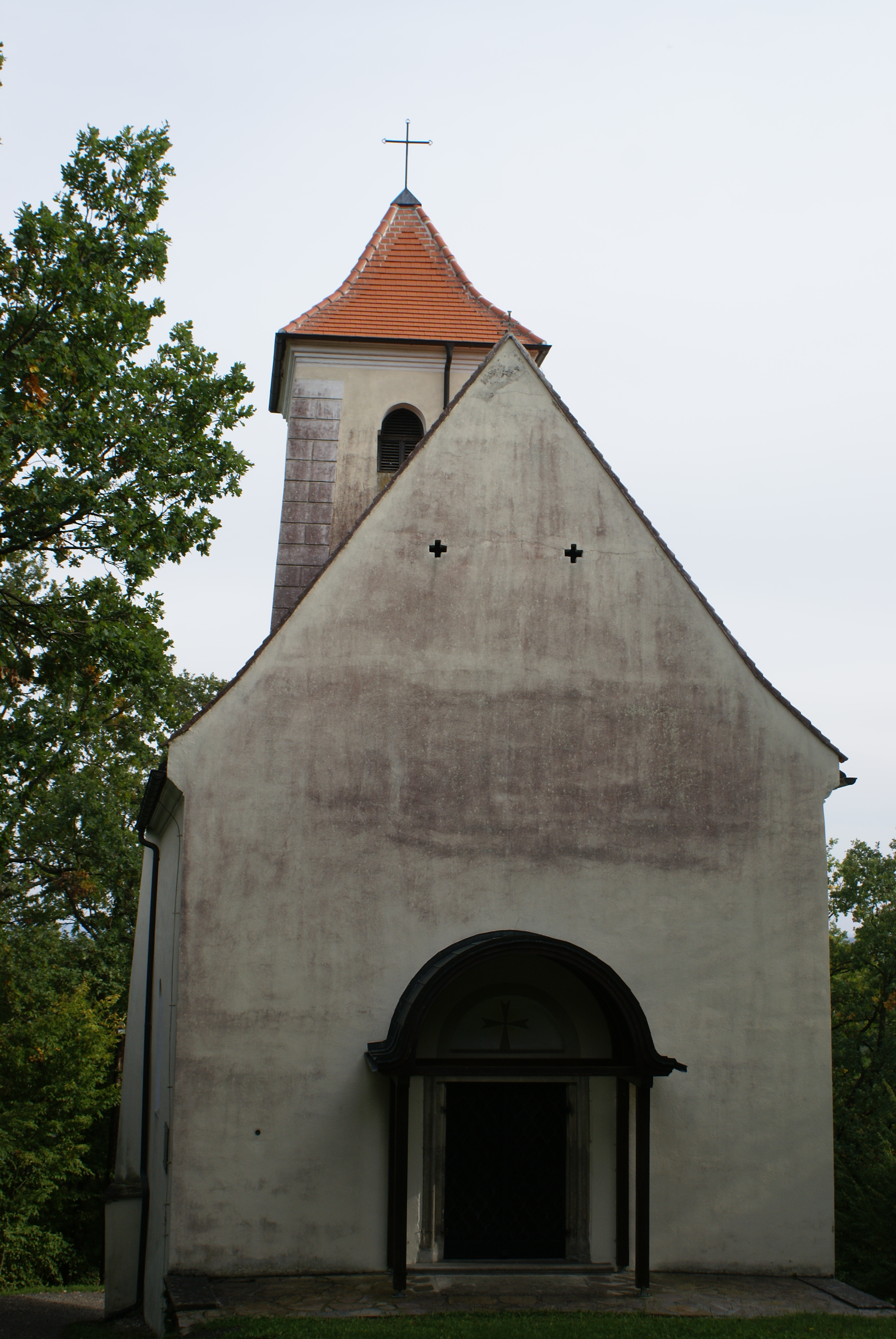
Kaple sv. Huberta v Grünbergu
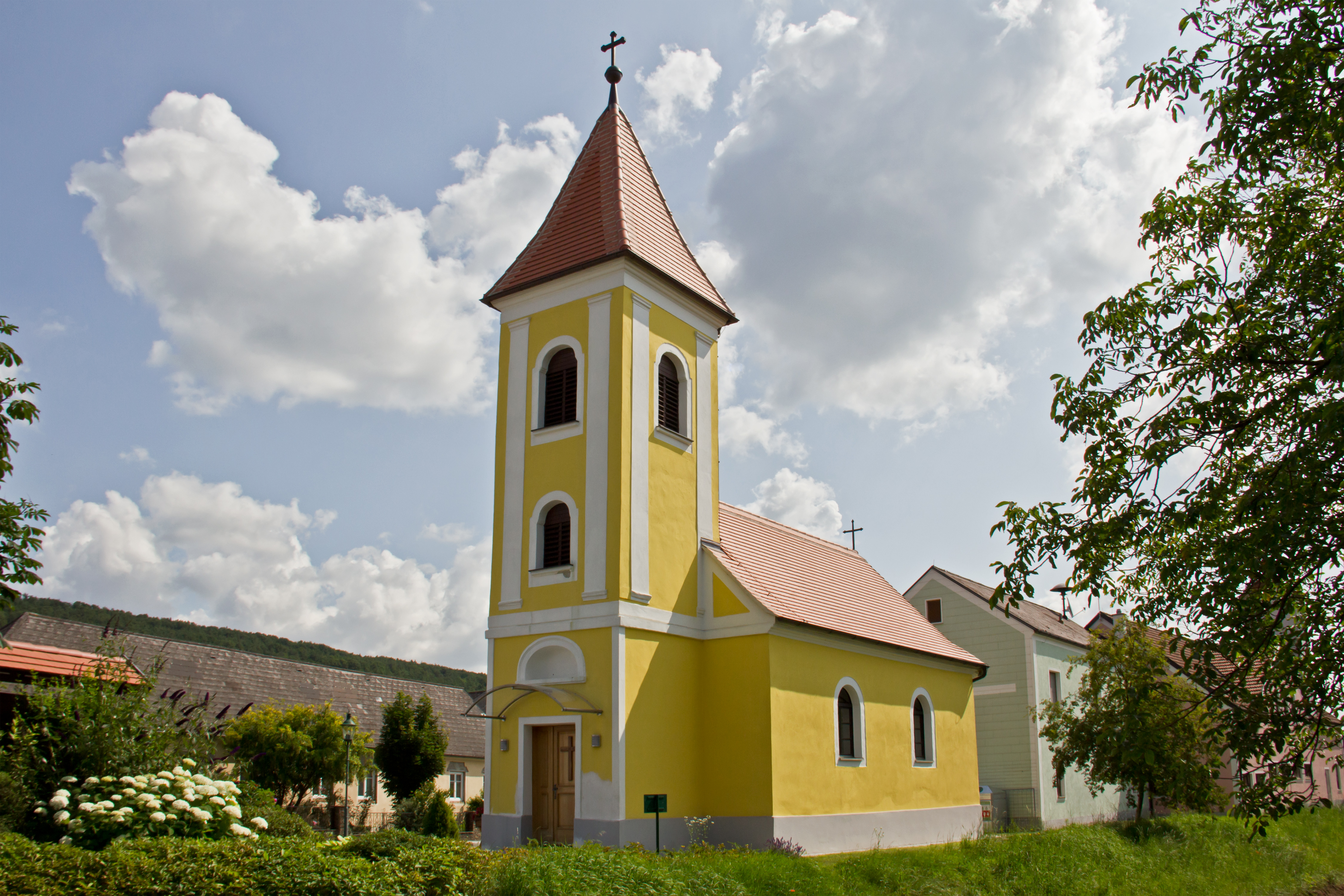
Kaple v Poigenu
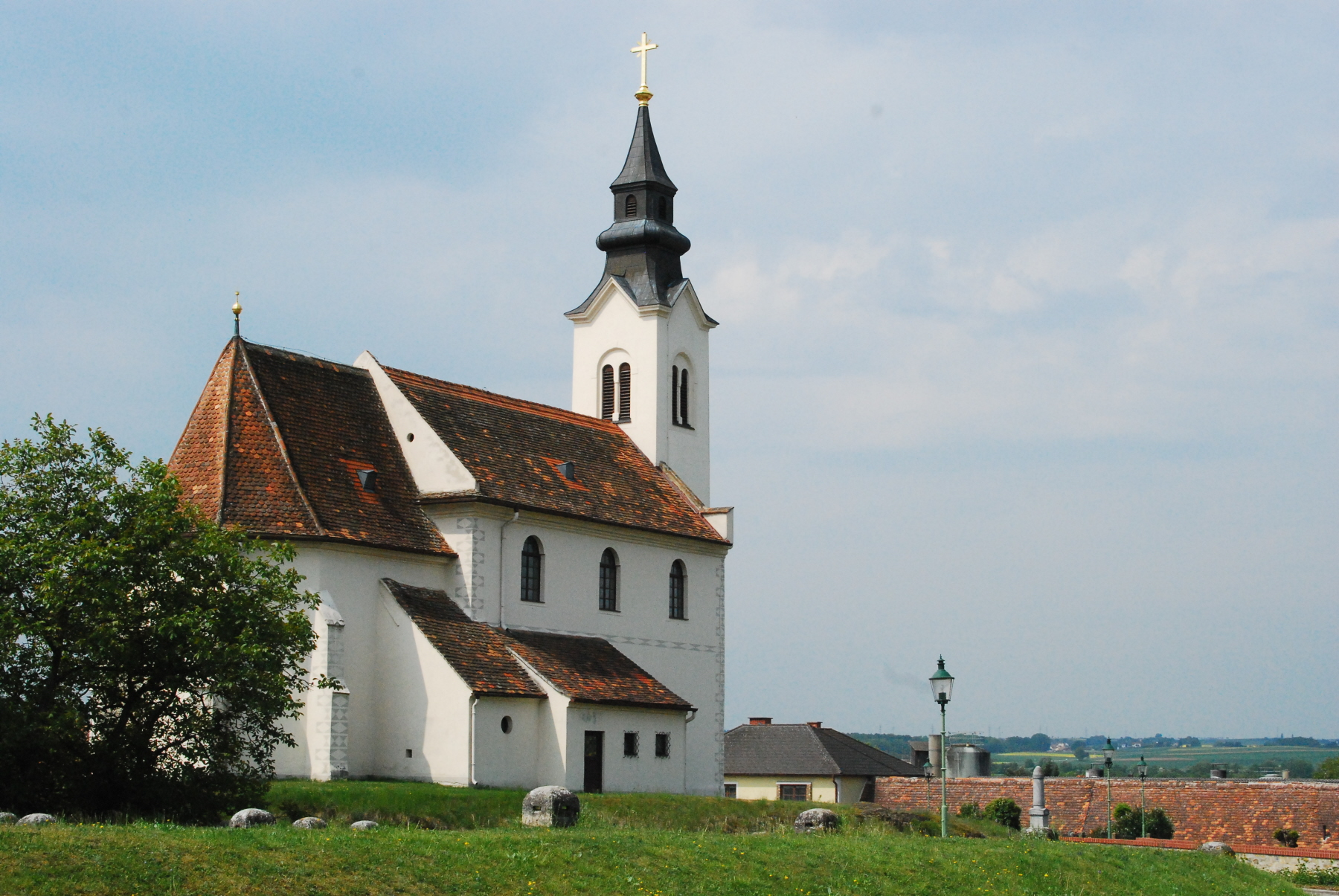
Kostel ve Frauenhofenu
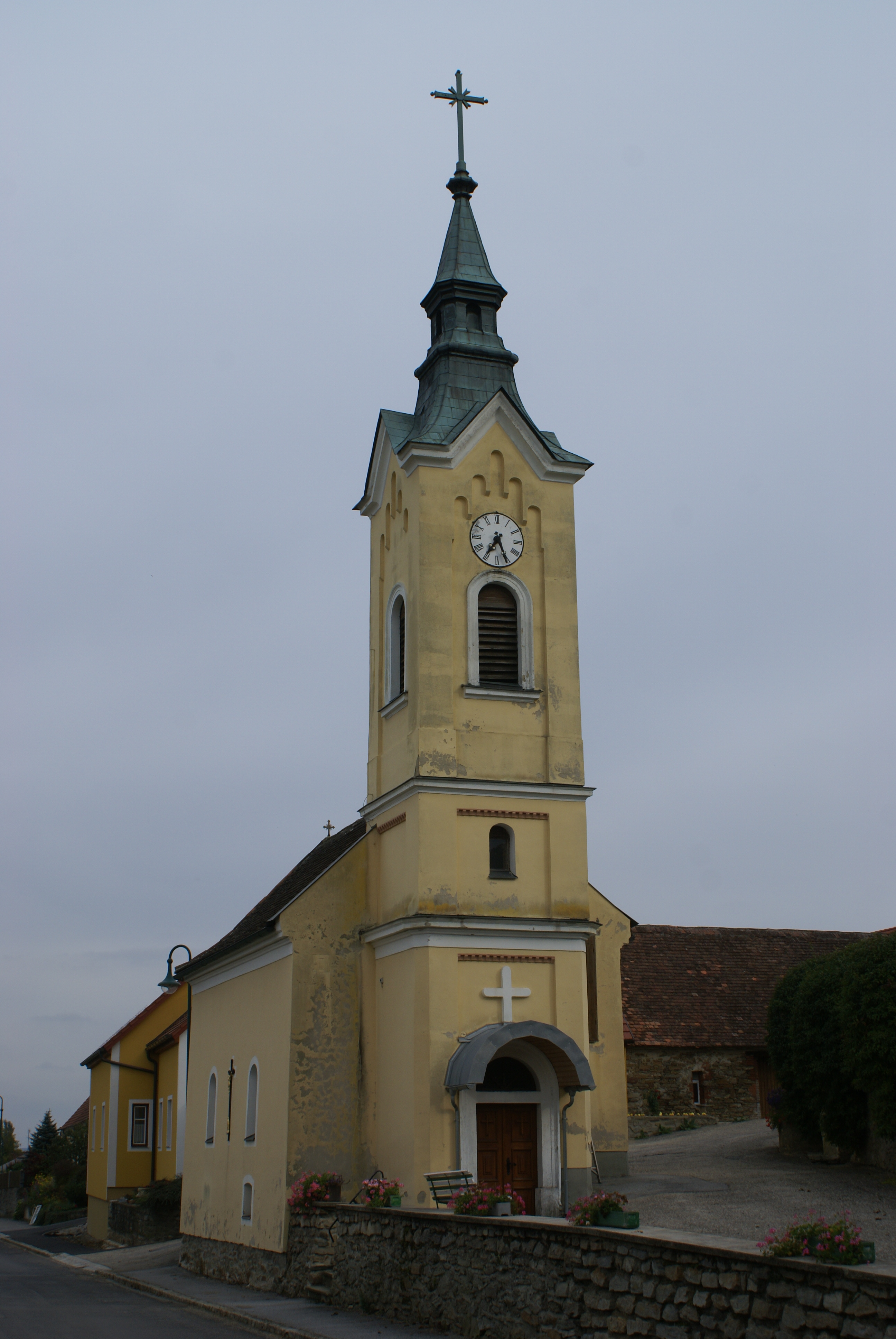
Kaple v Groß Burgstallu